# Хенрик Галеен
Генрих Визенберг (нем. Heinrich Wiesenberg), более известный как Хенрик Галеен (нем. Henrik Galeen, 7 января 1881, Стрый, Австро-Венгрия, ныне Львовская область, Украина — 30 июля 1949, Рэндольф, США) — немецкий кинематографист эпохи немого кино; работал как сценарист, режиссёр и актёр.

## Биография
Генрих Визенберг родился в еврейской семье. Работал репортёром, играл на сценах провинциальных театров. С 1906 года — ассистент Макса Рейнхардта в Немецком Театре в Берлине, где проработал вплоть до сезона 1909-1910 годов. В этот период познакомился с Эльвирой Адлер, сестрой актёра Йона Готтовта, которая родила Генриху двоих детей. С 1911 года — режиссёр в Берлинском Народном театре. С 1920 года он вместе с Йоном Готтовтом являлся также художественным руководителем берлинского Театра на Комендантенштрассе.
В кинематографе дебютировал как сорежиссёр Пауля Вегенера (они были также соавторами сценария фильма, а также оба сыграли в нём как актёры) на фильме «Голем» (1915). После окончания Первой мировой войны он снова вернулся к работе в кино — сначала как сценарист, а затем как режиссёр. Генрих Галеен является автором и соавтором сценариев таких классических фильмов, как «Голем — как он пришёл в мир» (1920), «Носферату. Симфония ужаса» (1922), «Кабинет восковых фигур» (1924). Среди его собственных постановок выделяются «Пражский студент» (1926) и «Альрауне» (1928).
С 1928 по 1931 годы Галеен ставил фильмы в Великобритании, затем снова вернулся работать в Германию. В 1933 году после прихода нацистов к власти он был вынужден уехать из страны, жил в Великобритании, а в 1940 году перебрался в США. Галеен несколько раз предпринимал попытки поставить звуковой фильм о Големе, однако этим планам так и не суждено было осуществиться.
Хенрик Галеен скончался 30 июля 1949 года от рака в городе Рэндольф в США.